# جيمس تولكان
جيمس تولكان (بالإنجليزية: James Tolkan)‏ هو ممثل أمريكي، ولد في 20 يونيو 1931 في الولايات المتحدة.

## أعمال

### أفلام
- (1975) الحب والموت
- (1985) العودة إلى المستقبل[4][5]
- (1986) توب غان[6][7]
- (1987) سادة الكون[8]
- (1990) العودة إلى المستقبل 3[9][10][11]
- (1990) ديك تريسي[12][13][14]

## وصلات خارجية
- جيمس تولكان على موقع IMDb (الإنجليزية)
- جيمس تولكان على موقع ألو سيني (الفرنسية)
- جيمس تولكان على موقع أول موفي (الإنجليزية)
- جيمس تولكان على موقع قاعدة بيانات برودواي على الإنترنت (الإنجليزية)
- جيمس تولكان على موقع قاعدة بيانات الأفلام السويدية (السويدية)
- جيمس تولكان على موقع إن إن دي بي (الإنجليزية)
- جيمس تولكان على موقع قاعدة بيانات الفيلم (الإنجليزية)
- جيمس تولكان على موقع كينوبويسك (الروسية)